# 白藤江の戦い (938年)
白藤江の戦い（はくとうこうのたたかい、ベトナム語：Trận Bạch Đằng / 陣白藤）、バックダン川の戦いともは、938年にベトナムで行われた呉朝ベトナム軍と南漢軍との戦いである。
中国からの独立を図った呉朝の創設者の呉権は矯公羨と争い、これに勝利した。矯公羨は南漢に支援を要請し、南漢は皇帝劉龑の子の万王劉弘操を静海軍節度使に任じて約10,000の兵をベトナムへ派遣した。
南漢と矯公羨の水軍は、海からバックダン川を遡り紅河デルタの中心へ進撃しようとしたが、呉権はハロン湾付近のバックダン川河口でこれを迎え撃った。数の上では南漢と矯公羨連合軍が優位であったが、呉権は連合軍を打ち破り、1000年近いベトナムに対する中国の支配体制は終焉を迎え、呉権は王位に就いた。

## 戦闘の経緯
938年、南漢は劉弘操が指揮する水軍に侵入させた。皇帝劉龑自らも軍を海門に率いて、劉弘操に加勢していた。呉権は大羅城（ハノイ）に進軍し、矯公羨を捕らえて殺害し、侵略軍に備えた準備を行った。
白藤江は俗に「森の河」と呼ばれていたが、これは両岸、特に左岸側が森林であったためである。海抜が低く、傾斜も少なかったため潮の干満の影響を強く受ける場所だった。
呉権は兵士と人民に森で数千本の長い木を伐らせ、その先を削って鉄で覆わせた杭を河口近くの要所に打ち込んだ。杭が水中に沈んだ陣地の両側で軍を待ち伏せさせたのである。
938年秋、劉弘操指揮下の南漢水軍が河口から侵入してきた。呉権は満潮時に小舟の一団をおとりに使って白藤江の河口を遡上させた。その後潮が引きはじめたのを合図に、伏兵ともども反撃するように命令を下した。南漢軍は対抗することができず海に逃げようとしたが、水面から突き出た杭によってそれ以上脱出することができなかったのである。
南漢軍は混乱に陥り、船は杭によって粉砕したとされる。一方の呉権軍は小舟ゆえの軽快な機動で接近し、白兵戦を展開するに至った。南漢軍は船を捨てて逃亡するよりなく、この戦いで兵士の半数以上を失ったとされる。劉弘操も命を落とした。